# 布朗得治 (阿拉巴马州)
布朗得治（英文：Brundidge），是美国阿拉巴马州下属的一座城市。面积约为9.75平方英里（约合25.24平方公里）。根据2010年美国人口普查，该市有人口2,076人，人口密度为213.01/平方英里（约合82.25/平方公里）。